# Ilmenspitze
Die Ilmenspitze (auch Ilmspitze, italienisch Cima Olmi) ist ein 2656 m s.l.m. hoher Berg im Ilmenkamm der Ortler-Alpen.

## Lage und Umgebung
Die Ilmenspitze erhebt sich im Osten der Ortler-Alpen ungefähr in der Mitte des nach ihr benannten Ilmenkamms zwischen dem Südtiroler Ultental im Norden und dem Trentiner Nonstal im Süden. Vom Hauptgipfel streben zwei Grate Richtung Südosten und Nordwesten: Während der Bergrücken auf der Nonstaler Seite ohne weiteren bedeutenden Vorgipfel abfällt, erheben sich auf dem Richtung Ulten streichenden Grat die Auerbergspitzen, die eine Höhe von 2622 m erreichen. Die nächstgelegenen Dörfer sind der Ultner Ortsteil St. Nikolaus und das zu Rumo gehörende Lanza.

## Anstiege
Sowohl von Südtiroler als auch Trentiner Seite ist die Ilmenspitze durch markierte Pfade erschlossen. Der etwa vier Stunden in Anspruch nehmende Normalweg von der Ultner Seite her nimmt seinen Anfang bei St. Nikolaus und folgt dem Auerbergtal aufwärts. Den Gipfel mit seinem Kreuz erreicht er zuletzt über die steile Westflanke.